# Paardentram

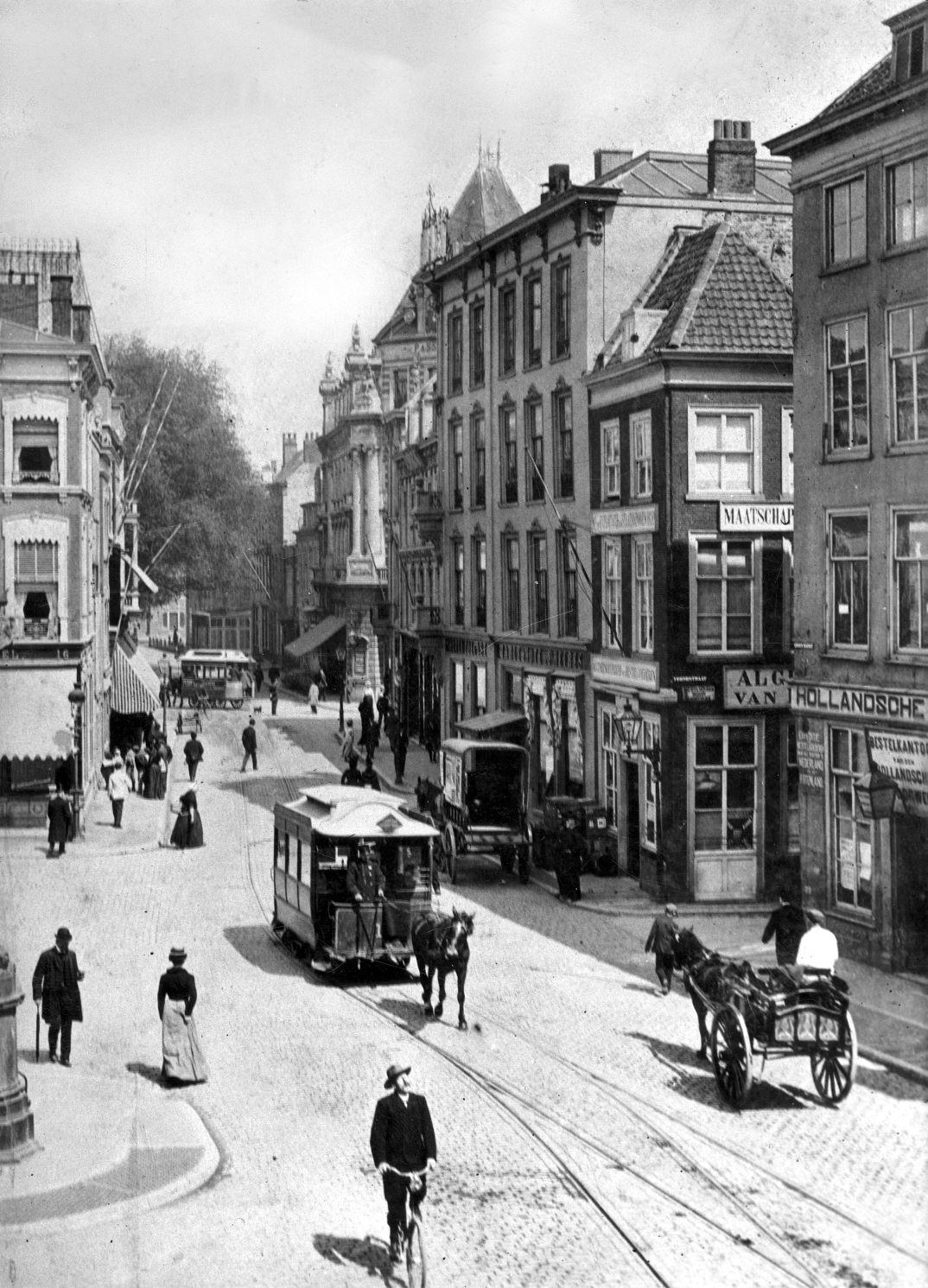
Paardentram in de Gravenstraat (Den Haag) in 1902

Een paardentram is een tram die wordt voortgetrokken door een trekdier, vrijwel altijd een paard. Het gebruik van muildieren kwam ook voor. In uitzonderingsgevallen werden ook ossen gebruikt. 
De paardentram was in veel landen van grofweg 1870 tot 1929 een populair vervoermiddel in veel steden en op het platteland. De paardentram is voortgekomen uit de paardenspoorweg en de omnibus. De paardentram zorgde voor een, voor die tijd, comfortabele en goedkope vorm van vervoer. 
De paardentram is in het begin van de 20e eeuw vrijwel overal verdrongen door andere vormen van openbaar vervoer.

## Het ontstaan van de paardentram

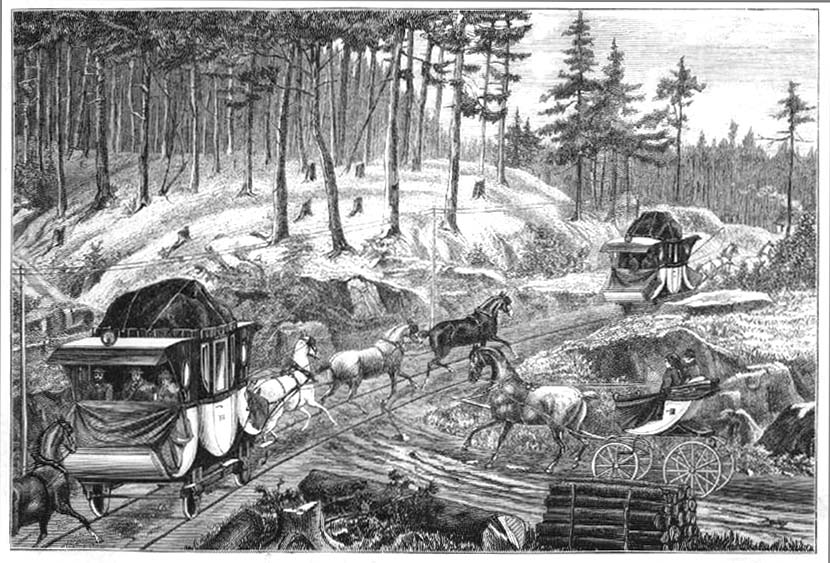
Gebruik van een paardenspoorweg voor openbaar vervoer, op de lijn Budweis - Linz

Rails worden al honderden jaren gebruikt. Het ging in de begintijd om houten rails waarover mensen karren duwden, bijvoorbeeld steenkool uit een mijn naar een plek waar het werd overgeladen. Later, het oudst bekende voorbeeld is uit 1722, werden ook paarden voor dat doel ingezet. Dankzij de inzet van paarden konden ladingen over grotere afstanden worden vervoerd. Hiermee ontstond de paardenspoorweg. Het ging vrijwel uitsluitend om het vervoer van grondstoffen zoals steenkool en kalksteen. 
De paardenspoorweg werd al snel ontdekt als een manier om mensen te vervoeren. In 1807 ontstond er voor het eerst openbaar vervoer op een spoorlijn. Dit was een voorloper of een vroege vorm van de paardentram. 
Lijnen waarover paarden dienst deden om wagens of rijtuigen voort te trekken, werden in het Brits-Engels vaak aangeduid met tramway. Het Britse bedrijf The Dutch Tramway Company Ltd. legde in Nederland de eerste paardenspoorweg aan. Deze lijn werd gebruikt voor reizigersvervoer, dus als openbaar vervoer. Het Engelse woord tramway raakte in het Nederlands taalgebruik ingeburgerd. Later werd dit verbasterd tot paardentram en paardentramlijn. 
Naast paardentramlijnen heeft Nederland ook enkele, zij het korte, paardenspoorwegen gekend. Een bekend voorbeeld hiervan is de paardenspoorweg die vanaf station Klarenbeek naar een zagerij leidde. Ook vanaf station Lemelerveld was een dergelijke paardenspoorweg in gebruik. Die lijn werd gebruikt om suikerbieten te vervoeren van het station naar de beetwortelfabriek (suikerfabriek). Dergelijke paardenspoorwegen vallen niet onder de paardentram; ze werden tenslotte niet gebruikt voor openbaar vervoer.  
Op de meeste paardentramlijnen is het reizigersvervoer verreweg het belangrijkst. In het Nederlands taalgebruik wordt geen onderscheid gemaakt tussen waar het vervoer plaatsvindt (binnen of buiten de bebouwde kom), ook is het niet relevant of de tramlijn een eigen baan heeft, of in het wegdek verwerkt ligt. In bijvoorbeeld het Engels en het Duits wordt daarin wel onderscheid gemaakt.
 
Het Engelse tramway tot slot, kreeg kort na de introductie van het begrip in Nederland, in het Verenigd Koninkrijk een andere betekenis. Daarmee worden nu alleen nog spoorlijnen aangeduid die in het wegdek verwerkt zijn. Het Nederlandse trambaan is niet hetzelfde als het Engelse tramway of het Duitse Straßenbahn.

## Opkomst van de paardentram

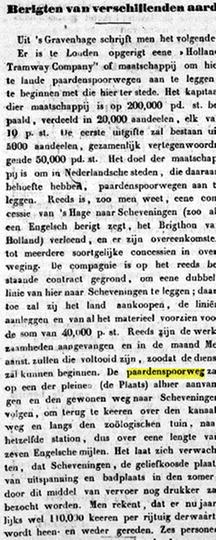
Aankondiging van de komst van de paardentram in Den Haag, 5 april 1864

Het eerste gebruik van een paardentram vond plaats in 1807 in Wales. Het reizigersvervoer vond plaats op een spoorlijn waarover ook kalksteen werd vervoerd. In 1827 werden op het vasteland van Europa paardentrams in gebruik genomen, te beginnen in Frankrijk met de spoorlijn Saint-Étienne - Andrézieux in 1827. De langste paardentramlijn die in gebruik is geweest, was die tussen České Budějovice (destijds Budweis), Linz en Gmunden. Op deze 197 km lange lijn met houten rails verzorgden zeshonderd paarden het vervoer van zout en reizigers. Ten opzichte van de postkoets heeft een paardentram minder rolweerstand en was die niet afhankelijk van de slechte wegen uit die tijd. De sporen waren aangelegd met zo beperkt mogelijke hellingen zodat de paarden zoveel mogelijk vracht konden trekken. Deze economische voordelen waren echter onvoldoende om de aanleg van dure infrastructuur voor personenvervoer te rechtvaardigen, behalve bij intensief vrachtvervoer (voor die tijd).  De route van de paardenspoorweg Budweis-Gmunden is tegenwoordig grotendeels een toeristische route. Een deel van de houten spoorbaan is later gereconstrueerd, evenals een voertuig. Bij Rainbach im Mülkreis. Over korte afstand kunnen toeristen meerijden.
De echte doorbraak zou plaatsvinden in de Verenigde Staten. New York had in 1832 een primeur: voor het eerst werd een spoorlijn in de openbare weg aangelegd. De rails van deze New York and Harlem Railroad staken 15 cm boven het wegdek uit, wat nogal een obstakel was voor het overige verkeer. 
Na de uitvinding van de groefrails in 1852 konden de rails op gelijke hoogte met het wegdek worden aangelegd. Dankzij deze uitvinding nam de aanleg van tramlijnen een hoge vlucht. 

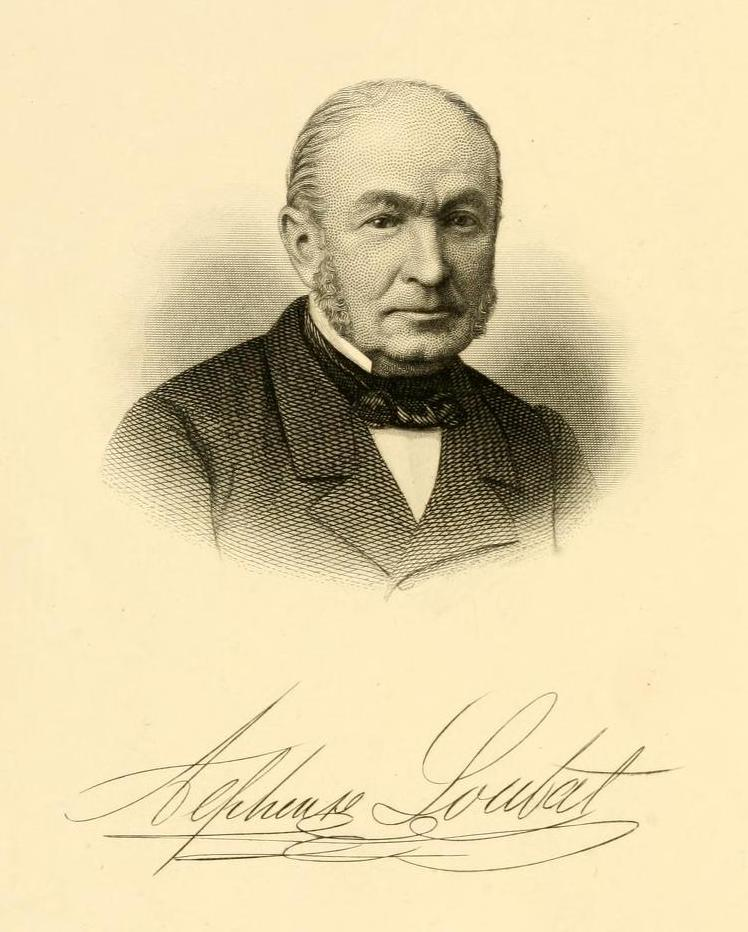
Alphonse Loubat, wiens uitvinding van de groefrails zorgde voor de doorbraak van de tram

De eerste paardentram in Nederland reed in 1864 tussen Den Haag en Scheveningen. De eerste paardentram in België reed in 1869 in Brussel tussen het Ter Kamerenbos en de Schaarbeeksepoort.
In de jaren die volgden werd de paardentram erg populair. In veel landen kwamen wetten die bepaalden dat tramlijnen aan minder strenge regels dan spoorlijnen moesten voldoen. In Nederland werd in 1878 de Spoorwegwet zelfs niet van toepassing verklaard voor eenvoudige spoorlijnen, waar ook tramlijnen onder vielen. Ook werd bepaald dat de eenvoudige spoorlijnen buiten het toezicht van de staat vielen. Het werd daardoor gemakkelijk en goedkoop tramlijnen aan te leggen. 
De keuze tussen een stoomtram of een paardentram was vaak een financiële kwestie. De aanleg van de trambaan van een stoomtram is duurder, en daar kwam de aanschaf van de locomotieven nog bij. De exploitatie van een stoomtrambedrijf was ook duurder, maar dat hing ook af van de af te leggen afstanden. Daar stond tegenover dat een stoomtram sneller was en zwaardere ladingen kon vervoeren. Op lijnen waar het goederenvervoer een belangrijke rol speelde, werd daardoor sneller een stoomtram aangelegd. Hetzelfde geldt voor langere lijnen. Paardentramlijnen van tientallen kilometers lengte waren een uitzondering. De tramlijn Zuidbroek - Ter Apel was, doordat de paardentram op andere lijnen door stoomlocomotieven was vervangen, zelfs de langste paardentramlijn op ijzeren rails van Europa. De lijn van Zuidbroek naar Ter Apel was 45 km lang. 
Voor de komst van de (paarden)tram was men, in de gevallen dat er geen station in de buurt was, voor het openbaar vervoer aangewezen op trage en (bij wegvervoer) oncomfortabele vormen van openbaar vervoer, zoals de omnibus, de postkoets, trekschuit en de beurtvaart, al hebben deze vormen van openbaar vervoer niet in alle landen bestaan. 
De komst van de (paarden)tram werd door veel plaatsen beschouwd als een opheffing uit het isolement.

### Situatie in Nederland
In 1878 werd het in Nederland mogelijk, in de Spoorwegwet zo genoemde, eenvoudige spoorlijnen  aan te leggen. Dit naast de gewone spoorlijnen en de lokaalspoorwegen. De bepalingen uit de Spoorwegwet waren in het geheel niet van toepassing op de eenvoudige spoorlijnen, maar daar stond tegenover dat de asdruk niet meer dan 10 ton mocht zijn en niet harder gereden mocht worden dan 15 km/h.
Vanaf dat moment werd de (paarden)tram populair. Onderstaande tabel illustreert de opkomst van de paardentram in Nederland. 
| Jaar | Aantal lijnen |
| ---- | ------------- |
| 1875 | 2             |
| 1885 | 19            |
| 1895 | 35            |
| 1905 | 46            |

Tabel 1, toename aantal paardentramlijnen

## Verschillende soorten
Paardentramlijnen werden, als de als paardenspoorwegen aangelegde lijnen van vóór 1850 buiten beschouwing worden gelaten, vaak gebruikt als de afstanden niet al te groot waren. Een tweede voorwaarde was dat het aandeel van het goederenvervoer beperkt moest zijn. Bij langere afstanden werd eerder gekozen voor een stoomtram. Goederenvervoer kwam bij paardentrams vrijwel nooit voor. Een stoomtram was in dat geval efficiënter. 
Paardentramlijnen kunnen worden ingedeeld in drie categorieën: de stadstram, de interlokale tram en de stationsverbinding.  

### Stadstram

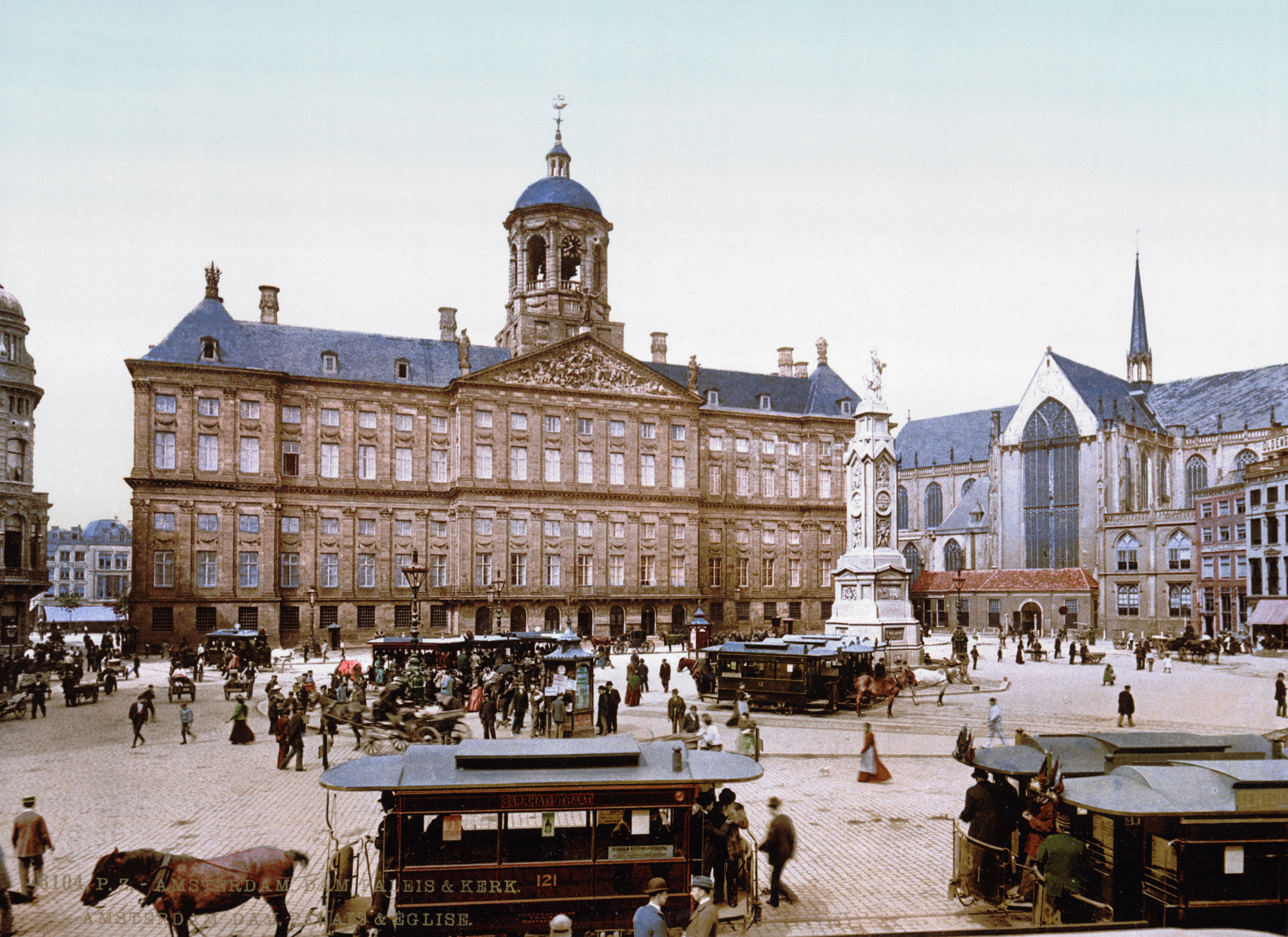
Paardentrams op het stadsnetwerk van Amsterdam, periode 1895-1900

In veel steden werden lijnen aangelegd waarover binnen de stad reizigers werden vervoerd. Een stoomtram als stadstram was een uitzondering. In sommige landen, zoals het Verenigd Koninkrijk, bestond er wetgeving die bepaalde dat stoomtrams binnen de stad geen rook uit mochten stoten. In die gevallen moest er met cokes worden gestookt, in plaats van het gebruikelijke vetkool. Cokes is een minder geschikte brandstof voor locomotieven en bovendien duurder. 
In het Verenigd Koninkrijk werd in 1865 de zogenoemde red flag act aangenomen, die het gebruik van stoomtrams nog verder ontmoedigde. In deze wet werd onder meer de snelheid van stoomtrams beperkt tot 4 mph en binnen steden zelfs tot 2 mph (ongeveer 6 en 3 km/h). In bepaalde gevallen diende iemand met een rode vlag voor de tram uit te lopen om het verkeer te waarschuwen. 
In vrijwel alle grote(re) steden ontstonden paardentramnetwerken. In Nederland hebben zeventien steden stadstrams gekend. Ook steden als Londen, Parijs en Berlijn kregen een (uitgebreid) netwerk van paardentrams. De paardentram werd een belangrijk middel van vervoer binnen de steden. De inwoners van New York namen zelfs 247 keer per jaar de paardentram.
De stadstrams reden vaak met een hoge frequentie. In bijvoorbeeld Utrecht konden de reizigers op elke lijn elke 6,5 minuut een tram verwachten.

### Interlokale tram
Een interlokale tram reed tussen twee plaatsen in, vaak niet in een agglomeratie. Het gaat dan vaak om korte afstanden van een kleinere plaats naar een stad. Een interlokale tram wordt ook wel streektram of plattelandstram genoemd. Een interlokale tram reed met een minder hoge frequentie. 
Een voorbeeld van een interlokale tram is de tramlijn Gouda - Bodegraven.

### Stationsverbinding
Een tussenvorm was de stationsverbinding. Het ging in dergelijke gevallen om een korte tramlijn, van een dorp of stad zonder eigen station naar het dichtstbijzijnde station. De tramlijn eindigde dus niet, zoals bij de interlokale tram, in een stad. Een voorbeeld van een dergelijke verbinding is de tramlijn Oudewater - Papekop. 
Ook werden dergelijke stationsverbindingen wel aangelegd naar stations van de stoomtram. Het was vaak te kostbaar om een zijlijn van de stoomtram ook met een stoomtram te bedienen.

## Neergang

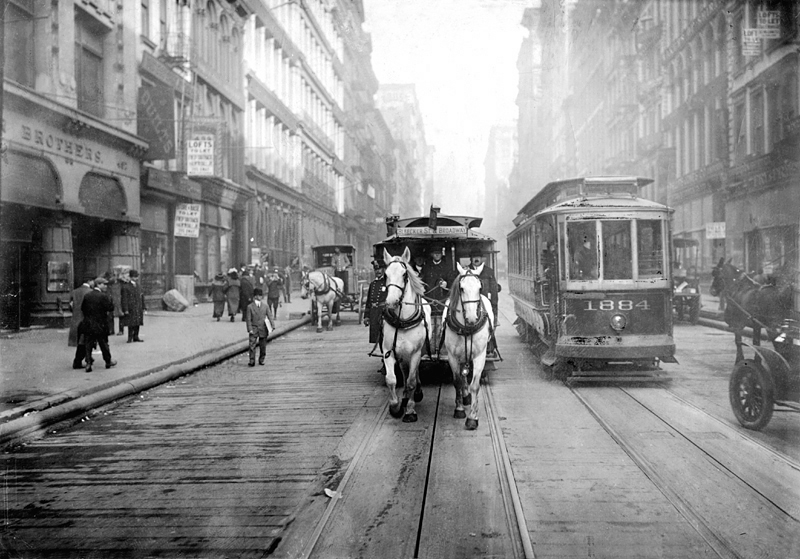
Een van de laatste paardentrams in New York in 1917

In de loop van de jaren werd er op een tramlijn wel eens van soort tram gewisseld. Dit gebeurde vooral tussen stoomtrams en paardentrams. Dat ging beide kanten op: er waren lijnen waar een stoomtram in plaats van een paardentram werd ingezet, maar ook andersom. Ook de inzet van motortrams in plaats van paardentrams kwam voor. Net zoals er nieuwe lijnen bijkwamen, sloten er ook lijnen. Soms vielen de reizigersaantallen flink tegen, waardoor het financieel niet meer uitkwam. Er konden ook andere redenen zijn, zoals de aanleg van een spoorlijn die de tramlijn overbodig maakte. 
De neergang van de paardentram werd als eerste ingezet door de uitvinding van de elektrische tram. Vanaf 1900 verving de elektrische tram in veel steden de paardentram. De paardentram zorgde in veel steden in de Verenigde Staten, maar ook uit Londen is het bekend, voor een zo langzamerhand onleefbare situatie. Op straat lagen niet alleen aanzienlijke hoeveelheden mest, maar ook karkassen van op straat gestorven paarden. In New York stierven dagelijks 40 paarden, die vaak enkele dagen op straat bleven liggen voordat ze werden opgeruimd. In New York werden mesthopen in de stad aangelegd, tot wel 20 meter hoog. In grote steden werd de komst van de elektrische tram dan ook toegejuicht. 

### Situatie in Nederland

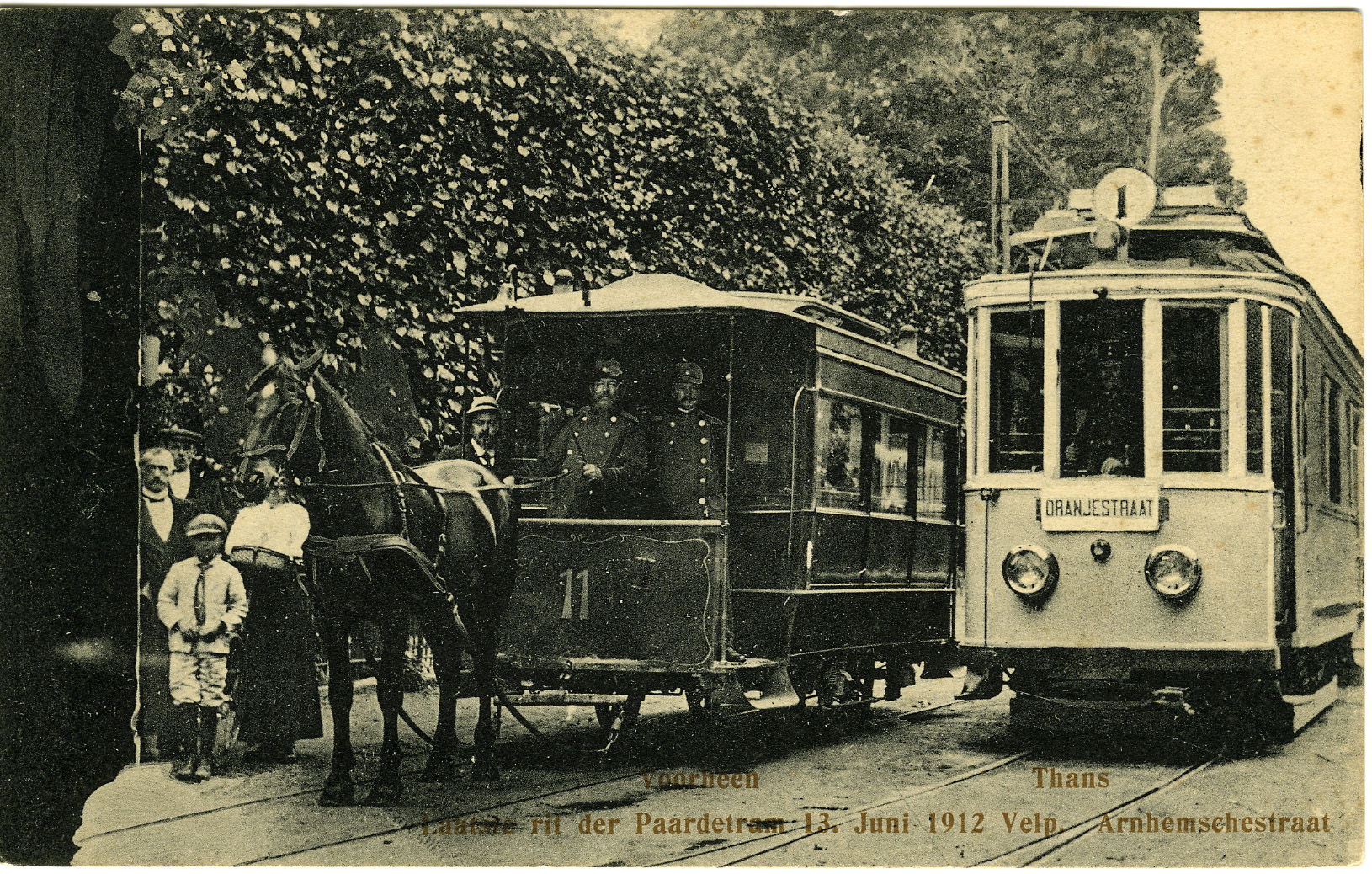
Laatste rit van de Arnhemse paardentram. De elektrische tram staat klaar om de taken over te nemen. Velp, 13 juni 1912

Ook in Nederland was men blij met de komst van de elektrische tram, maar vaak ontbrak het geld voor de dure investeringen om over te stappen van de paardentram op de elektrische tram. Ook was de noodzaak minder groot, want "Amerikaanse toestanden", zoals hierboven beschreven, hebben zich in Nederland niet voorgedaan. Als eerste tramlijn in Nederland kreeg de tramlijn Aken - Vaals van de Aachener Kleinbahn Gesellschaft (AKG), in 1895 bovenleiding. Vanwege de hellingen in deze lijn had elke paardentram twee paarden nodig en daardoor was het financieel voordelig om te veranderen.
Uiteindelijk zijn in acht Nederlandse steden de stadslijnen vervangen door een elektrisch netwerk; dit is gebeurd in Amsterdam (vanaf 1900, voltooid in 1916), Rotterdam (vanaf 1905, voltooid in 1907 op één lijn na, dit bleef een paardentram tot 1925), Den Haag (1890/1907) en Utrecht (1906/1908). Verder in vier kleinere steden, zij het een paar jaar later: Groningen in 1910, Nijmegen, Arnhem en Leiden in 1911. In de andere steden met een stadstram bleven de stadslijnen als paardentram rijden. 
In Nederland zijn enkele voorbeelden van paardentramlijnen waar de paardentram plaatsmaakte voor de stoomtram of de motortram, maar dat gebeurde niet op grote schaal. Van de tientallen interlokale paardentramlijnen zijn er uiteindelijk maar twee geëlektrificeerd: in 1909 de drukke tramlijn Utrecht - Zeist en in 1920 de tramlijn Castricum - Bakkum met beperkt vervoer. Van de stationsverbindingen is geen enkele lijn geëlektrificeerd. 
De grote neergang van het aantal paardentramlijnen werd ingezet in 1917 tijdens de Eerste Wereldoorlog. Dit had twee belangrijke oorzaken. In de eerste plaats vorderde het leger een deel van het bestand aan paarden, waardoor de trambedrijven de dienstregeling in moesten krimpen. Door de oorlog en het daarmee samenhangende voedseltekort ontstond ook een tekort aan voer voor de paarden. Door de schaarste steeg ook de prijs. Deze combinatie van factoren zorgde ervoor dat de trambedrijven in financiële moeilijkheden kwamen, waardoor veel lijnen gesloten werden. Het was aantrekkelijk lijnen te sluiten, want de oud-ijzerprijs ging aan het eind van de oorlog door het plafond. Een voorbeeld van opbreken om deze reden is de tramlijn Venlo - Tegelen - Steyl in 1918.
Na de Eerste Wereldoorlog bleek al snel dat voor de resterende lijnen geen toekomst was weggelegd. Een paardentram werd niet langer gezien als een modern vervoermiddel. Er waren investeringen nodig om de lijn toekomstbestendig te maken: dat betekende elektrificeren. Voor de oorlog was daarvoor al geen geld en na de oorlog was de situatie er bepaald niet beter op geworden. Naast de financiële kwestie speelde er nog iets belangrijks mee. De paardentram werd in het bestaan bedreigd door de autobus, die aan een snelle opmars bezig was. Nu konden de gemeentes, die inmiddels vaak de paardentrambedrijven financieel overeind hielden, met een gerust hart de geldkraan dichtdraaien. De autobus nam de rol van de paardentram over. 
Vijf interlokale tramlijnen en één stadstram hebben geprobeerd het tij te keren door een tractortram in te zetten, maar werden enkele jaren later alsnog gesloten. 
Terwijl overal in het land de paardentramlijnen opgeheven werden, bedacht de gemeente Sloten dat het een goed idee zou zijn de paardentramlijn Amsterdam - Sloten te beginnen. Het was in 1918 de laatst geopende paardentramlijn van Nederland. In 1921 werd de gemeente Sloten door Amsterdam geannexeerd. Bij die gelegenheid is de paardentram vervangen door een tractortram. De gemeente Amsterdam had geen glorieuze toekomst in petto voor de lijn, want die werd in 1925 alweer gesloten.
Onderstaande tabel illustreert de neergang van het aantal paardentramlijnen. 
| Jaar | Aantal lijnen |
| ---- | ------------- |
| 1910 | 44            |
| 1915 | 38            |
| 1920 | 21            |
| 1925 | 4             |
| 1930 | 1             |

Tabel 2, afname aantal paardentramlijnen

### De laatste paardentrams

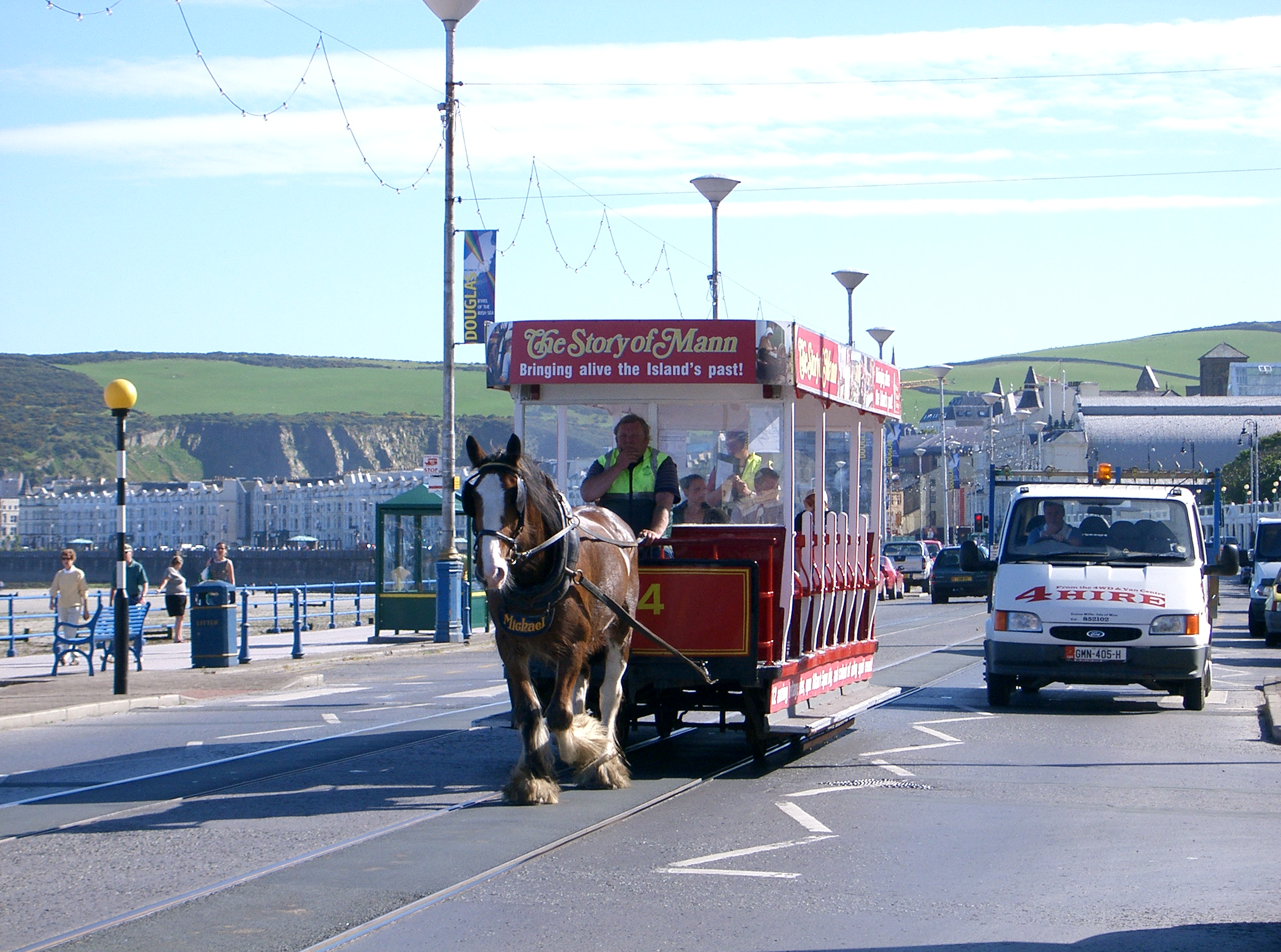
Douglas Bay Horse Tramway, de laatst overgebleven paardentramlijn

In Nederland en ook in Duitsland reed de laatste paardentram in 1930, in Frankrijk in 1933. In sommige andere landen hield de paardentram het langer vol. Zo had het Hongaarse dorp Konya in 1979 nog een paardentram. Op het eiland Man is al sinds 1872 een paardentram. Deze tram is de laatst overgebleven paardentram.

### 21e eeuw
Op enkele plekken zijn later opnieuw paardentramlijnen aangelegd of zijn oude lijnen opnieuw in gebruik genomen als paardentramlijn. Soms worden er museumtrams ingezet. 
Een wellicht niet volledig overzicht van tramlijnen die in de 21e eeuw in gebruik zijn: 
- Douglas Bay Horse Tramway, Douglas (stad), Man
- Spiekeroog Inselbahn, Spiekeroog, Duitsland
- Döbelner Straßenbahn, Döbeln, Duitsland;
- Pferdeeisenbahn Kerschbaum, Rainbach im Mühlkreis, Oostenrijk
- Victor Harbor Horse Drawn Tram, Victor Harbor, Australië
- In de Mexicaanse provincie Yucatan zijn er op enkele hacienda's nog smalspoor lijntjes aanwezig. De voertuigjes, in het Engels tram genoemd, worden getrokken door paarden of muilezels. Ooit was dit een netwerk van 4500 kilometer.[13]

(Pretparken zijn buiten beschouwing gelaten.)

## Organisatie van het paardentrambedrijf

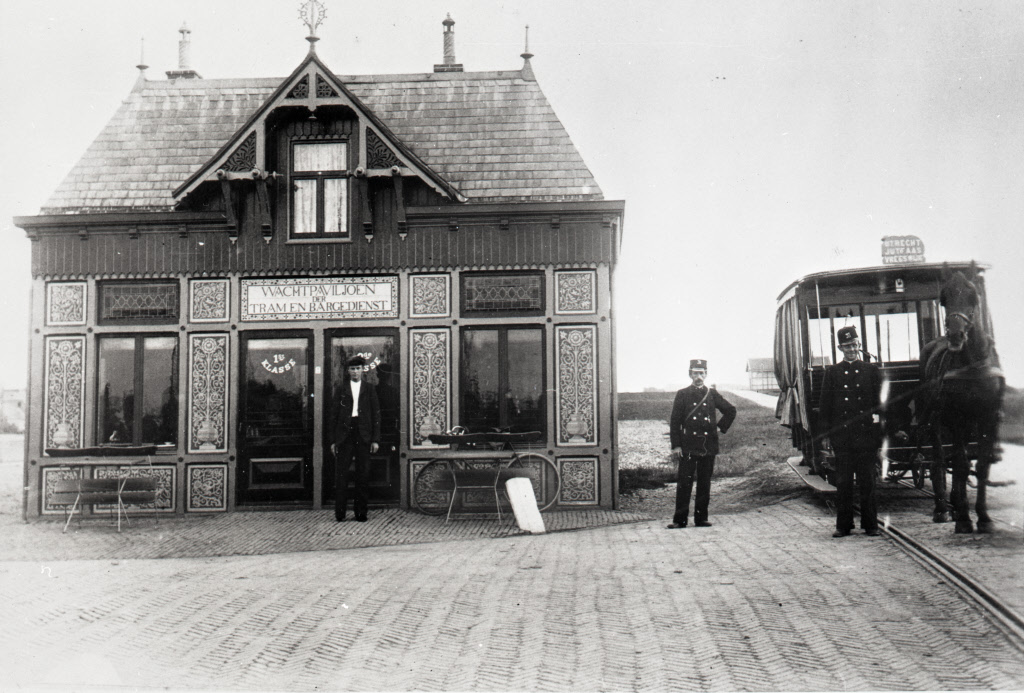
Het personeel van de paardentram op de tramlijn Utrecht - Vreeswijk poseert voor de foto. Het gebouwtje is een wachtpaviljoen. Voor het paviljoen staat de paviljoenbeheerder. Bij de tram de conducteur en de koetsier.

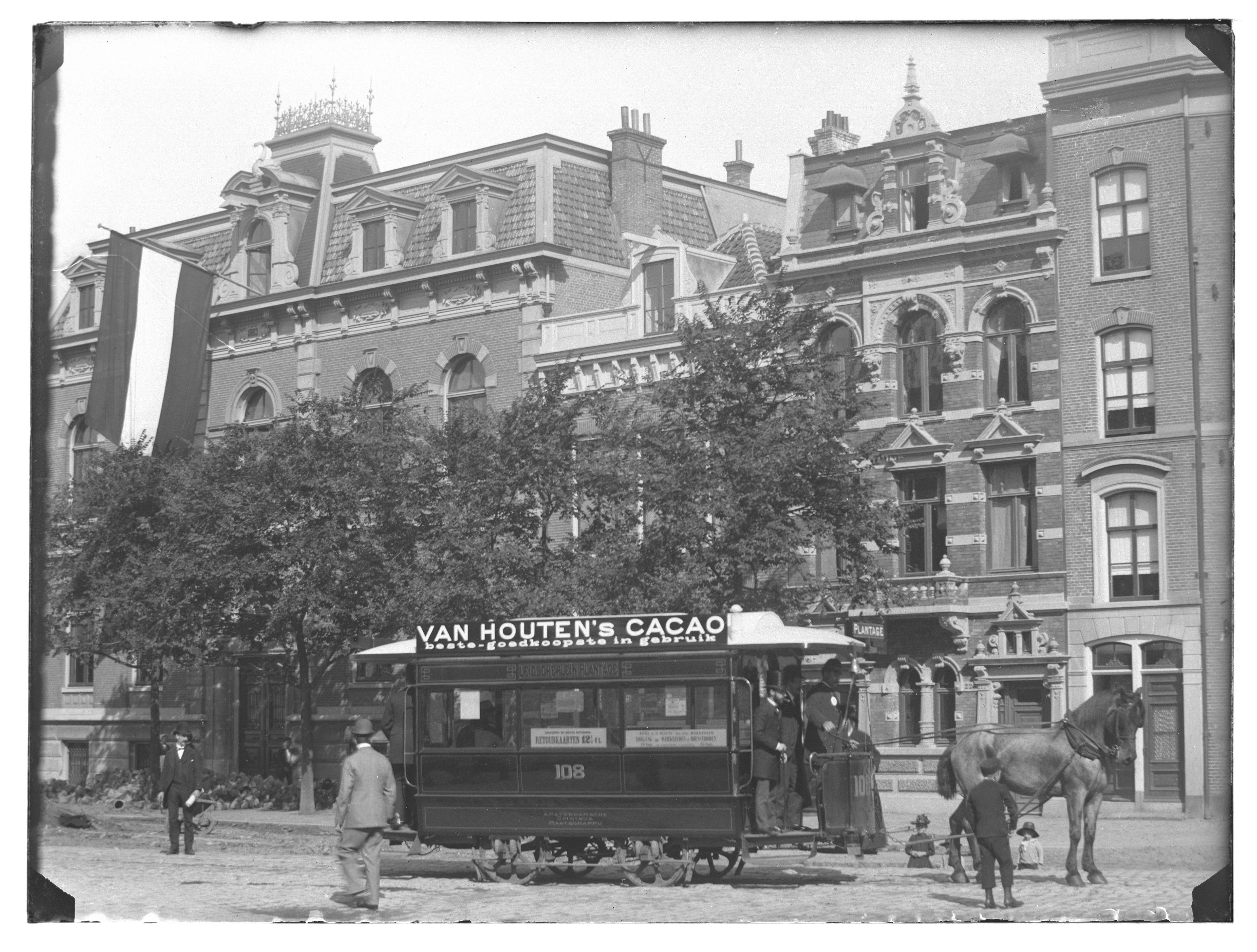
Paardentram in Amsterdam met een reclamebord op het dak voor Van Houten Cacao. De inkomsten uit reclame zijn nog steeds belangrijk voor openbaar-vervoerbedrijven.

Een paard voor de paardentram kon niet de hele dag dienst doen. Na verloop van tijd werd het paard afgewisseld voor een "vers" paard, waarna het paard op stal werd gezet. Binnen steden deed een paard twee tot drie uur dienst. Op andere lijnen was het gebruikelijk dat een paard ongeveer 18-20 kilometer liep, en dan werd gewisseld. Een paardentrambedrijf had dus op bepaalde plekken een stal naast de lijn nodig om zo'n wissel uit te kunnen voeren. 
Meestal werden één of twee paarden ingezet. Eén paard was gebruikelijk bij een klein rijtuig op een vlakke weg. In andere gevallen was een tweede paard nodig. Het kwam voor dat ook twee paarden niet voldeden, uit Porto is bekend dat op een bepaald traject zes muildieren in werden gezet om de tram een steile helling op te trekken. Soms werd alleen bij een helling een extra paard ingespannen. Om kosten te besparen, beschikten paardentrambedrijven in het laatste geval ook wel over speciale pikpaarden, ook wel bijpaarden genoemd. Een dergelijk pikpaard kon een wat minder goed paard zijn, het was tenslotte alleen nodig om de tram de helling op te helpen. Bovenaan werd het paard uitgespannen, waarna een begeleider met het paard terugliep om op de volgende tram te wachten. 
Een paardentrambedrijf van enige omvang hield er dus een groot aantal paarden op na. Van de Amersfoortsche Tramweg Maatschappij, met alleen een stadslijn van 2 km, is bekend dat men ongeveer acht paarden nodig had voor het uitvoeren van de dienst. 
Een paardentrambedrijf had, afhankelijk van de lengte van de lijn of de omvang van het netwerk, een of meerdere stallen. In de remise werden de rijtuigen gestald. Bedrijven met een groot netwerk of lange lijnen, hadden vaak meerdere remises. Bij kleine bedrijven werden de paardenstal en de remise soms gecombineerd in één gebouw. Een werkplaats voor het onderhoud aan de rijtuigen en het onderhoud van de trambaan was ook aanwezig. Een stalhouder was verantwoordelijk voor de paarden. Soms woonde de stalhouder in een woning van het trambedrijf naast de stal. 
Op een tram deed, naast de koetsier, vaak ook een conducteur dienst. In Nederland is bekend dat proeven zijn gedaan met eenmansbediening, maar dat leverde te veel zwartrijders op. 
Reizigers konden vaak in- of uitstappen op het moment dat ze dat wensten. Daarvoor werd een teken aan de koetsier gegeven, die dan bij voorkeur alleen vaart minderde. Op die manier werd er minder van het paard gevraagd. Het gebruik van haltes kwam ook voor, vooral in steden. 
De foerage, het voer voor de paarden, was voor de paardentrambedrijven een grote kostenpost. Een paard kreeg vaak hooi en haver, van beiden ongeveer 5 kg per dag, maar de verhoudingen konden verschillen. De kosten voor de foerage waren bij sommige paardentrambedrijven hoger dan die voor de loonkosten van het personeel.
Naast de inkomsten uit het reizigersvervoer en het eventuele vervoer van goederen of post, had een paardentrambedrijf ook inkomsten uit reclame. Op veel paardentrams zijn reclame-uitingen aangebracht. In Nederland was de verkoop van mest vaak een (kleine) inkomstenbron voor de paardentrambedrijven, maar dat was niet in alle landen het geval. Uit New York is bekend dat de afvoer van mest zo duur was, dat er in de stad mesthopen werden aangelegd.

## Rijtuigen en wagons
Op paardentramlijnen werden vooral reizigers vervoerd. De meeste paardentrambedrijven hadden dan ook uitsluitend rijtuigen. Goederenwagons kwamen voor, maar het was een uitzondering. In de paardentram konden wel pakketten, fietsen en dergelijke worden vervoerd. Ook postvervoer kwam vaak voor. 
De eerste rijtuigen waren omgebouwde omnibussen of postkoetsen. Dit had een voordeel: de trams konden buiten de sporen rijden om obstakels te vermijden.  Omnibussen en postkoetsen kunnen maar in één richting rijden. Dat is normaal gesproken natuurlijk geen probleem. Op de weg kan een paard gemakkelijk een rondje maken zodat weer in tegengestelde richting kon worden vertrokken. 
Een omgebouwde omnibus diende op het eindpunt van het spoor te worden gehaald om in de andere richting weer terug te kunnen rijden. Dit was natuurlijk omslachtig, waardoor de omgebouwde omnibussen al snel plaatsmaakten voor 'echte' paardentramrijtuigen. Een paardentramrijtuig kan in twee richtingen rijden, het paard wordt dan aan de andere kant weer aangespannen, of vervangen door een vers paard. 
De meeste paardentrambedrijven hadden open en gesloten rijtuigen. Een open rijtuig heeft als voordeel dat reizigers snel in en uit konden stappen, maar de reizigers waren niet erg beschut tegen het weer. Bedrijven die zowel open als gesloten rijtuigen hadden, gebruikten de open rijtuigen in de regel alleen in de zomer. 
In sommige steden, het gebruik is bijvoorbeeld bekend uit Parijs en Londen, werden ook dubbeldekkers ingezet. De bovenste verdieping was dan altijd open, en de onderste gesloten. Voor een dubbeldekker deden altijd twee paarden dienst. 

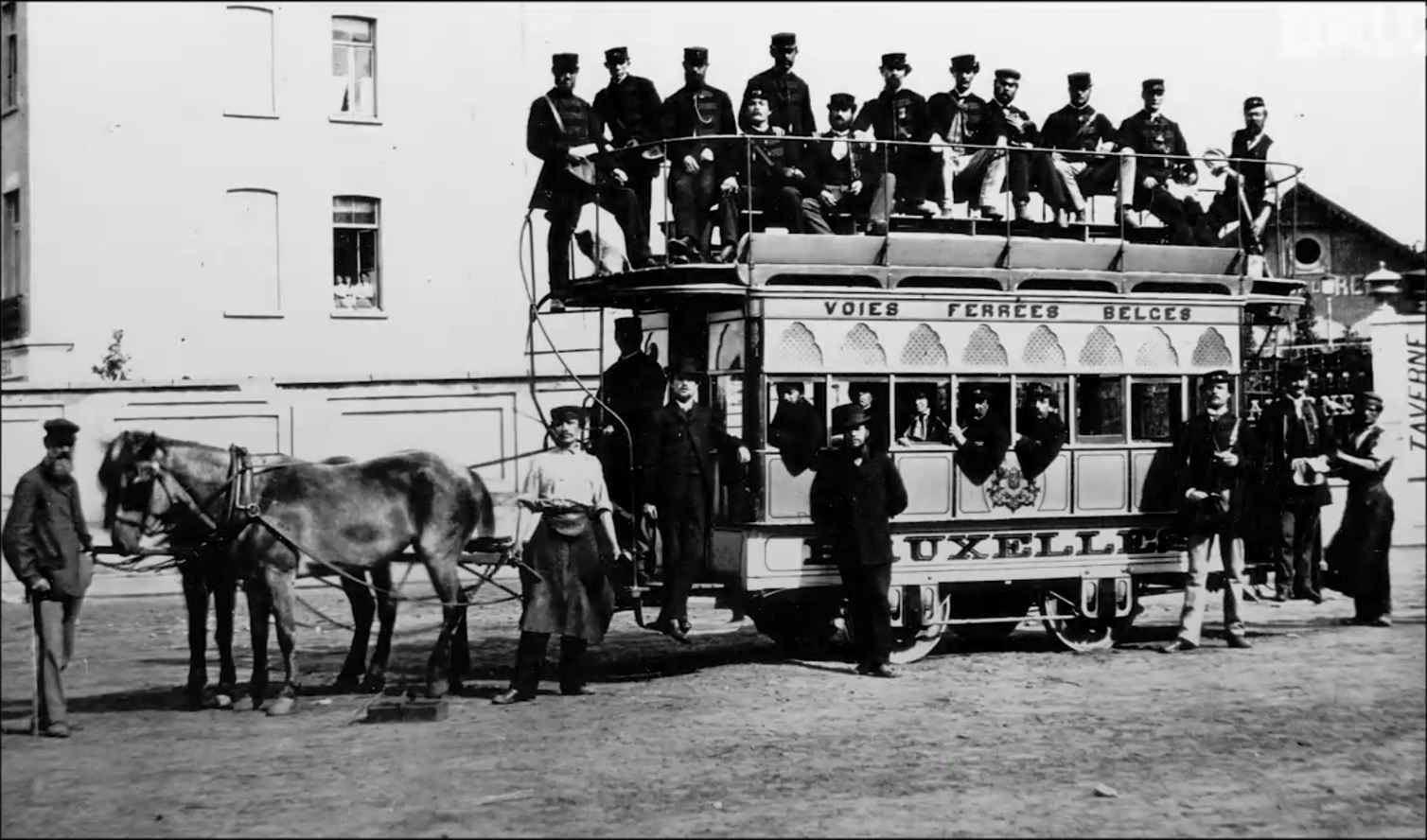
Brusselse paardentram in 1874
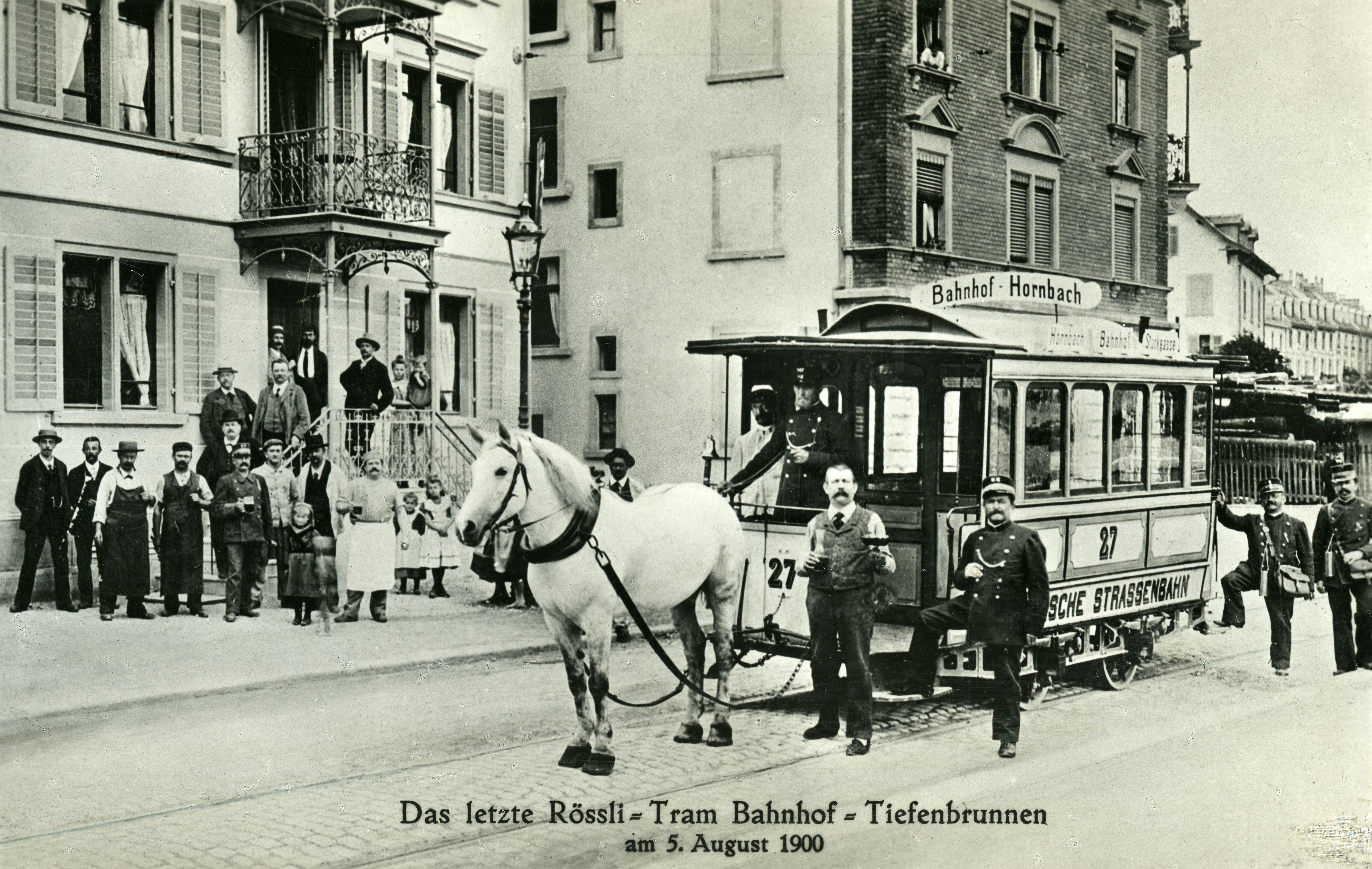
Paardentram met een gesloten rijtuig in Zürich. Het paard is met gareel en strengen aan de tram verbonden.
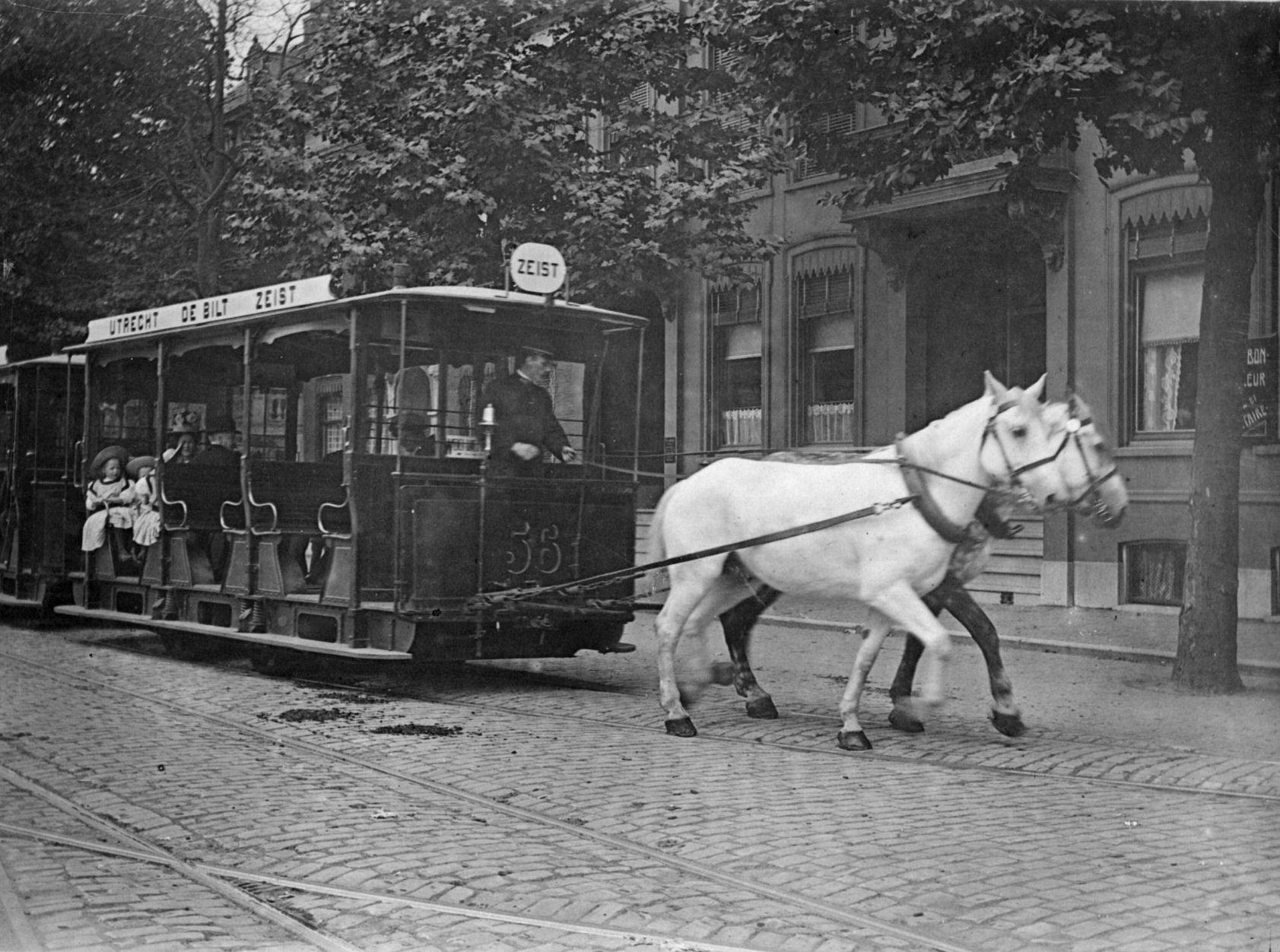
Dubbel bespannen paardentram met twee open rijtuigen. De banken staan in vis-à-vis-opstelling. Stationsplein Utrecht, 1908
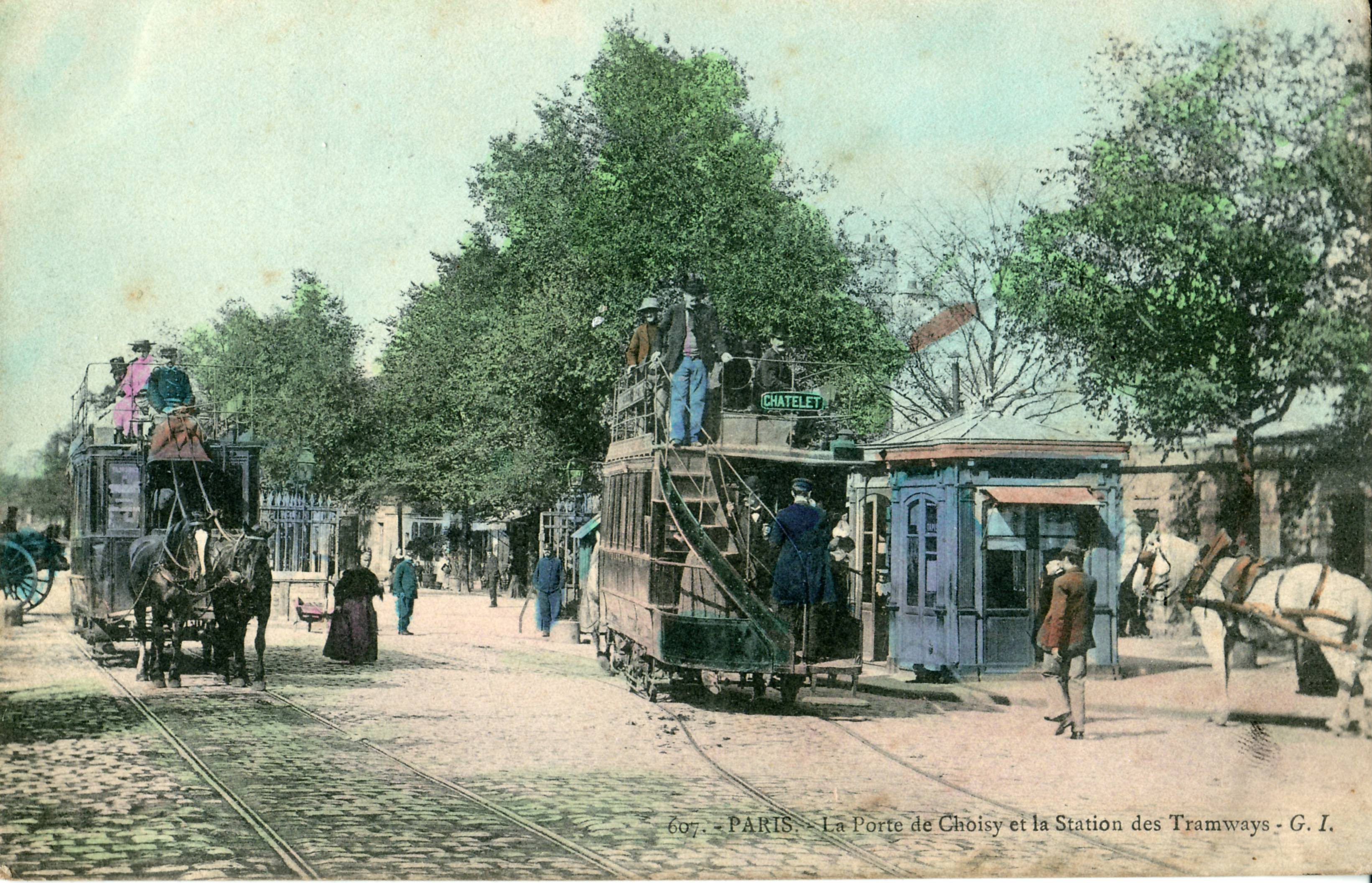
Dubbeldekkers in Parijs, Porte de Choisy, begin 20e eeuw

Bij open rijtuigen was het gebruikelijk dat de banken in de breedte van het rijtuig werden geplaatst, in een zogenoemde vis-à-visopstelling. Bij gesloten rijtuigen werden banken ook wel in de lengterichting tegenover elkaar geplaatst. Staanplaatsen waren op het balkon, en bij rijtuigen met de banken in de lengterichting ook tussen de banken. Incidenteel kwam het voor dat de banken in de lengterichting met de ruggen tegen elkaar werden geplaatst. Dit gebeurde bij een erg kleine spoorwijdte, het gebruik is bijvoorbeeld bekend bij de Ponytram Ginneken - Mastbos. Deze lijn had een spoorwijdte van 600 mm. Dit is voor een tramlijn erg smal, met als gevolg dat de rijtuigen ook smal waren. 
De rijtuigen van de paardentram hadden twee assen. De assen konden niet draaien. Zeker binnen steden kwamen bochten veelvuldig voor, terwijl ook bruggen een obstakel konden zijn. De radstand, de afstand tussen de twee assen, werd daarom bij voorkeur zo kort mogelijk gehouden. Met een kortere radstand is het namelijk mogelijk scherpere bochten te rijden en bruggen vormden minder snel een obstakel. De conducteur had niet alleen als taak kaartjes te verkopen, maar ook ervoor te zorgen dat reizigers zich goed over het rijtuig verdeelden. Met een aantal zwaargewichten op het achterbalkon kon het voorkomen dat de voorste as werd opgetild, waarna de tram ontspoorde.
Een paard voor de tram loopt niet in een lamoen of aan een dissel maar vrij in de strengen. Dit betekent dat de koetsier voortdurend alert moet zijn dat het tramrijtuig niet tegen de benen van het paard botst. In het tramrijtuig is daarvoor een handrem aanwezig. Met het handvat van de handrem kon vaak ook de trambel worden bediend, zodat de koetsier altijd met één hand het paard kon blijven mennen.

## Snelheid

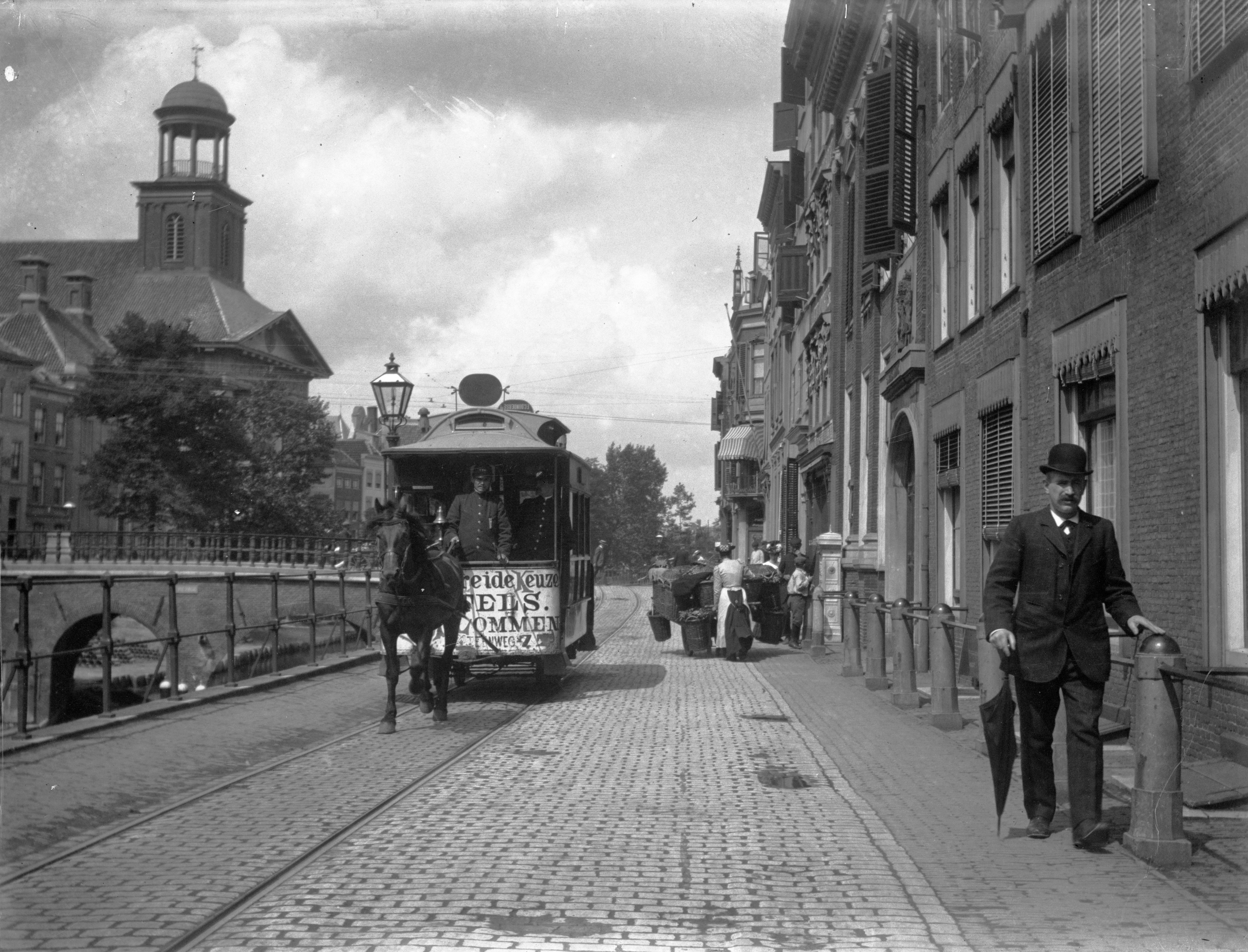
Een paardentram met een paard in draf. Utrecht, 1907

Bij een paardentram liet men het paard bij voorkeur in draf lopen. Alleen daar waar het vanuit oogpunt van de verkeersveiligheid niet gewenst was, werd in stap gelopen. Dit kon natuurlijk ook gebeuren op plekken waar het voor het paard te zwaar was om in draf te lopen, zoals een helling. 